# Матті Россі
Ма́тті Мікае́ль Ро́ссі (фін. Matti Mikael Rossi; також псевдонім О́лаві Ко́кко / Olavi Kokko; *13 квітня 1934, Сортавала — 3 липня 2017, Гельсінкі) — фінський письменник і плідний перекладач; комуніст з прорадянськими і проросійськими поглядами, відомий скандалами з доносництвом у 1970-х роках і підтримкою ДНР (2015).

## З життєпису
Батьками Матті Россі були капітан єгерів Мікко Россі та Вера Салмес. 
Россі вивчав мову та літературу в Единбурзькому університеті в 1956 році, був стипендіатом Фулбрайта в 1957–1959 роках і отримав ступінь магістра мистецтв в Пенсільванському університеті (1959). 
У 1960 році закінчив Гельсінський університет зі ступенем бакалавра філософії. 
Протягом своєї академічної кар'єри Россі був стипендіатом Британської Ради в 1960–1961 роках. Він вивчав метафізичну поезію та проповіді 16-17 століття в Шекспірівському інституті Бірмінгемського університету. 
У період 1961-1966 років Матті Россі працював програмним асистентом у відділі фінської мови Всесвітньої служби BBC у Лондоні. 
У 1978–79 рр. працював кореспондентом Kulttuurivihkot, після чого був позаштатним автором і перекладачем. Россі, зокрема перекладав п'єси Вільяма Шекспіра та латиноамериканську літературу на фінську мову, і в 2007 році отримав за цю роботу державну премію для перекладачів.
Россі служив радником у муніципальній раді Рауталампі (1976–1978). 
Матті Россі був членом Комуністичної партії Фінляндії (SKP). Під час розколу SKP у 1970-80-х роках Россі був включений до партійної опозиції, яка залишилася в меншості, тобто примкнув до так званих «борців». У 1970-х роках Россі написав багато текстів для лівого руху, які стали відомими у виконанні гурту «АгітПроп» і хору театру КОМ.
У 1990-х Матті Россі був впливовою фігурою реформованої Комуністичній партії Фінляндії, навіть кандидатом від партії на виборах у 2000-х роках. 
Матті Россі помер у Гельсінкі після тривалої хвороби. Кар'єра Росса як письменника і перекладача тривала до останніх років його життя.

## Скандали
У квітні 1975 року Матті Россі доніс до Спілки письменників Угорщини на угорського письменника Денеша Кіша, який відвідував Фінляндію, за висловлення антирадянської думки. Під час розмови з фінськими письменниками Кіш запитав, про який фашизм йдеться — про коричневий чи червоний. Інцидент одразу викликав резонанс. Спілка письменників Фінляндії надіслала листа до Спілки письменників Угорщини, в якому показала, що претензії М. Россі є безпідставними, а деякі автори навіть вимагали виключити Россі зі Спілки письменників Фінляндії. У пресі через це на нього обрушився справжній шквал звинувачень. Проте не було жодних доказів того, що Кіш постраждав, хоча про це ходило багато чуток. У листі, який він написав у 1990-х роках, Кіш стверджує, що стукацтво на нього фінського колеги мало наслідком заборону на публікацію та допити на батьківщині. У 1997 році Кіш написав ще раз з цього приводу, що, за словами Матті Россі, поклало край «брехні та чуткам, які поширювала група фінських письменників, які не потрудилися навіть назватися». Згідно з його статтею, опублікованою в Suomen Kuvalehti (50/1997), Кіш деякий час жив у невизначеності та боявся можливих наслідків. Президент Кекконен відрядив свого державного секретаря до Будапешта діяти від імені угорського письменника. Твори останнього все-таки публікувалися в Угорщині десь починаючи від 1977 року (6 наприкінці 1970-х і 13 у 1980-х). У перекладах Кіша публікували ща кордоном, зокрема в літературних часописах у перекладах фінською та російською мовами.
Це питання знову потрапило в заголовки газет більше ніж через 30 років, коли 2007 року Бен Зискович, член парламенту від коаліції, різко розкритикував присудження Матті Россі державної нагороди за це стукацтво. Зискович направиви письмовий запит Стефану Валліну, міністру культури, який присуджував нагороду, оскільки Россі не виявив жодного каяття за свій вчинок. Зискович вважав цю справу серйозним культурним злочином і злочином проти прав людини, який цілком можна порівняти з викриванням євреїв у нацистській Німеччині та на окупованих нею територіях. У своїй відповіді Валлін сказав, що не знав про справу Кіша, коли присуджував нагороду, і підкреслив, що нагорода є, перш за все, визнанням багаторічної роботи Россі як перекладача. Разом з тим він, однак, засудив донос Россі, вважаючи гідним жалю те, що той не врахував моральної сторони своїх дій.
Нарешті Матті Россі є автором книги «Донбас повстає з руїн» (Raunioista nousee Donbass), яка була видана в 2015 році «посольством Донецької народної республіки» та видавництвом Johan Bäckman Publications. Журналістка Helsingin Sanomat Лаура Халмінен охарактеризувала вчинок як пряму проросійську пропаганду.

## З доробку
Матті Россі відомий як автор політичної лірики. Збірка «Агітпроп» (Agitprop, 1972) включає програмні вірші («Я солдат партії, партія спаяна з нас»), вірші-балади «Майстер дерев'яних птахів», написані розміром калевальських рун, розповідають про людей Суомі.

## Нагороди
- Премія Й. Х. Ерко 1965
- Державна премія з літератури 1966
- Державна премія перекладача 1972
- Премія Агріколи 1974
- Премія Savonia 1988
- Державна премія з літератури (2007) за переклади Шекспіра